# رئیسعلی دلواری

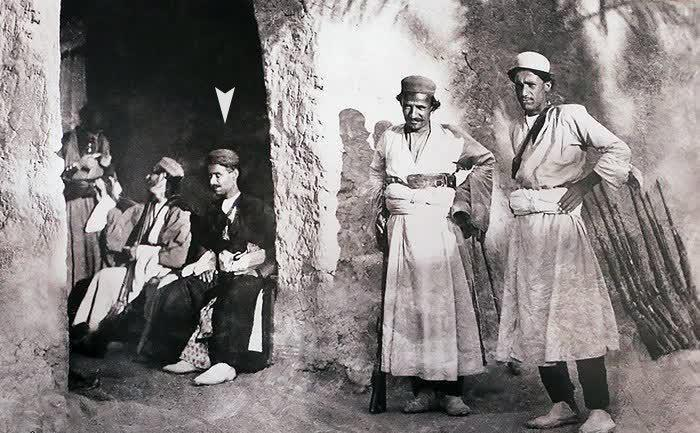
رئیس‌علی دلواری

عکس منسوب به رئیسعلی دلواری (ردیف جلو نفر وسط) و همرزمانش

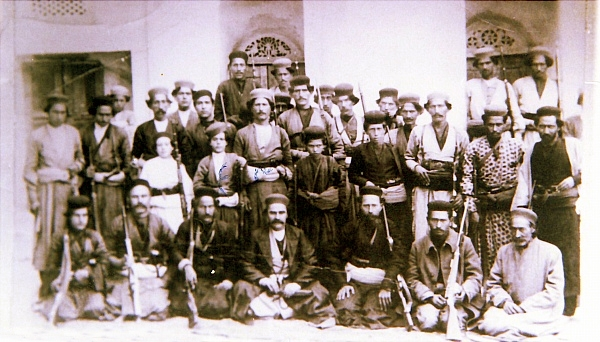
عکس منسوب به رئیسعلی دلواری و همرزمانش

رئیسعلی دلواری (حدود ۱۲۶۱ – ۱۲ شهریور ۱۲۹۴) مبارز مشروطه‌خواه و رهبر قیام جنوب در تنگستان و بوشهر علیه نیروهای انگلستان در جنگ جهانی اول بود. وی اصالتاً از قوم لر بود.

## زندگی
رئیسعلی دلواری در سال ۱۲۶۱ خورشیدی برابر با ۱۸۸۲ میلادی (۱۲۹۹ قمری) در روستای دلوار از توابع تنگستان متولد شد. دلوار امروزه شهری در شهرستان تنگستان از توابع استان بوشهر است. مادر رئیسعلی بنام شهین اهل تنگستان و پدرش زائر محمّد از کدخدایان اهل دلوار بود که بعدها به «معین‌الاسلام» ملقب شد.
وی اصالتاً از قوم لر بود با شروع نهضت مشروطیت، رئیس‌علی در حالی که ۲۴ سال بیشتر نداشت از جمله پیشگامان مشروطه‌خواه در جنوب ایران شد و همکاری نزدیکی با محافل انقلابی و عناصر مشروطه‌طلب در بوشهر، تنگستان و دشتی آغاز کرد.
دوران جوانی او همزمان با حضور گسترده استعمار انگلیس در خلیج فارس بود. وی نقشی کلیدی در قیام جنوب داشت. قیام مردم تنگستان به رهبری وی روی هم هفت سال طول کشید و در این مدت دلیران تنگستانی دو هدف عمده را دنبال می‌کردند، پاسداری از بوشهر، دشتستان و تنگستان به عنوان منطقه سکونت خود و جلوگیری از حرکت قوای بیگانه به درون مرزهای ایران و دفاع از استقلال وطن.

## مبارزات مشروطه‌خواهی رئیس‌علی
رئیس‌علی با همراهی دیگر مشروطه‌خواهان بوشهر را از حاکمیت استبداد محمدعلی شاه قاجار خارج کرد. در سال ۱۲۸۷ خورشیدی/ ۱۹۰۸ میلادی به درخواست ملاعلی تنگستانی و سید مرتضی مجتهداهرمی که مخالف استبداد محمدعلی شاه بود، بوشهر را تصرف کرد و حدود ۹ ماه شهر را در کنترل داشت.

## رئیس‌علی و جنگ جهانی اول
در آغاز جنگ جهانی اول در سال ۱۹۱۴ میلادی با نقض بی‌طرفی توسط قوای روس از شمال و نیروهای انگلستان از جنوب، ایران را در معرض هجوم قرار دادند و کشتی‌های جنگی انگلستان در مقابل بوشهر لنگر انداختند و نیروهای اشغالگر در ۸ اوت ۱۹۱۵م/ ۱۷ مرداد ۱۲۹۴خ به صورت تدریجی قصد اشغال بوشهر و نواحی ساحلی اطراف را داشتند. یک روز پس از اشغال بوشهر، چهارده نفر از ساکنان آن علیه اشغالگران اعتراض کردند، ولی چون اهل نبرد مسلحانه نبودند دستگیر و به هندوستان تبعید شدند. به‌دنبال کسب تکلیف رئیسعلی از علماء، حکم جهادیه علمای نجف از جمله میرزای دوم توسط شیخ محمدحسین برازجانی به انضمام حکم خود شیخ به وی ابلاغ گردید. رئیس‌علی به همراه دوستش خالو حسین بردخونی دشتی در اوایل ماه رمضان ۱۳۳۳ قمری در عمارت حاج سید محمدرضا کازرونی، پس از مذاکراتی با وی آمادگی خود را برای دفاع از بوشهر و جلوگیری از پیشروی نیروهای انگلیسی اعلام داشت.

### نبرد دلوار
نیروهای انگلیسی همزمان با حمله به بوشهر قصد تصرف ناحیه دلوار را داشتند. دلوار محلی بود که پیش از آن چندبار سربازان انگلیسی به آن جا تجاوز کرده، اما طعم شکست را در این ناحیه چشیده بودند. رئیسعلی دلواری و شیخ حسین خان چاهکوتاهی و زایرخضرخان اهرمی از این وقایع آگاه و در مقام دفاع از وطن برآمدند. قیام دلیران تنگستان علیه اشغالگران آغاز شد و نیروهای متجاوز انگلیسی که قریب به پنج هزار نفر بودند در دام مبارزان تنگستانی گرفتار آمدند و عده زیادی از نیروهای انگلیسی در این حمله کشته شدند.
عملیات چریکی پیروزمندانه رئیس علی، سایر مبارزان تنگستان را تشویق به همراهی با او کرد. تا تابستان ۱۹۱۵ عملیات موفقی را علیه نیروی دریایی انگلیس رهبری کرد. انگلیسی‌ها مجبور شدند نیروهای کمکی از عراق و هند به بوشهر اعزام کنند و دلوار را به شدت بمباران کردند.

### نبرد بوشهر

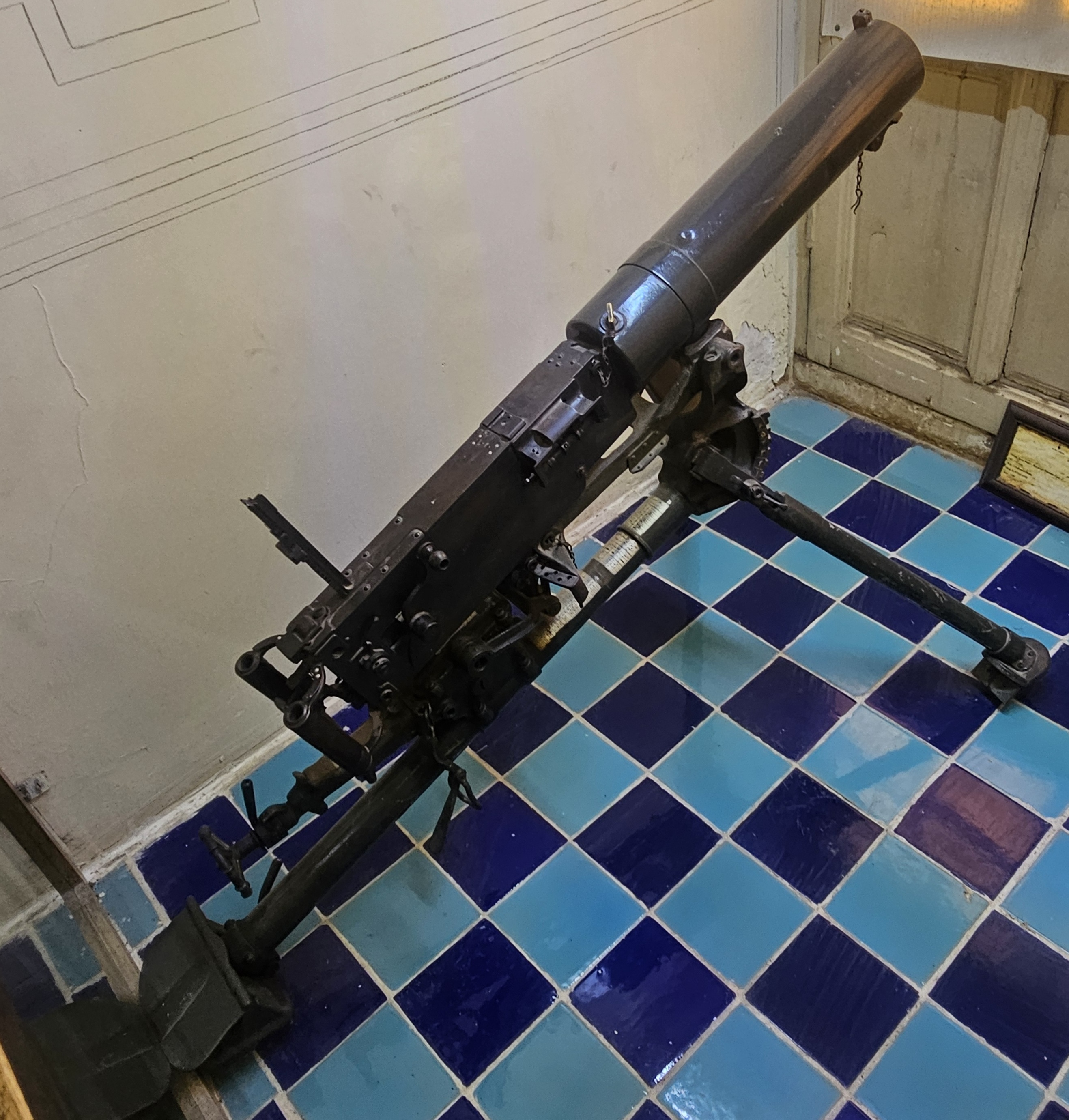
مسلسل آب انباری ماکزیم برن رئیسعلی دلواری در موزه نظامی باغ عفیف‌آباد شیراز

زمانی که مقامات انگلیسی تصمیم قطعی دربارهٔ اشغال بوشهر و پیشروی به سوی شیراز را داشتند به منظور تطمیع رئیسعلی، دو نفر از متابعان حیدرخان حیات داودی را به دلوار گسیل داشتند تا موافقت او را با پیاده‌شدن قوای انگلیس در کرانه خلیج فارس و حرکت به سوی شیراز جلب کنند. نمایندگان حیدرخان ضمن ملاقات با رئیسعلی متذکر شدند که چنانچه او از قیام علیه قوای اشغالگر صرف نظر کند، مقامات انگلیسی چهل هزار پوند به او خواهند پرداخت. رئیسعلی در پاسخ می‌گوید: «چگونه می‌توانم بی‌طرفی اختیار کنم در حالی که استقلال ایران در معرض خطر جدی قرار گرفته است؟»
پس از مراجعت نمایندگان حیدرخان، نامه تهدیدآمیز از طرف مقامات انگلیسی به رئیسعلی نگاشته شد مبنی بر این که: «چنانچه بر ضد دولت انگلستان قیام و اقدام کنید، مبادرت به جنگ می‌نماییم، در این صورت خانه‌هایتان ویران و نخل‌هایتان را قطع خواهیم کرد.»
رئیسعلی در پاسخ مقامات انگلیسی نوشت: «خانه ما کوه است و انهدام و تخریب آن‌ها خارج از حیطه قدرت و امکان امپراتوری بریتانیا است. بدیهی است که در صورت اقدام آن دولت به جنگ با ما، تا آخرین حد امکان مقاومت خواهیم کرد.»

### کشته شدن
جنگ میان دلیران تنگستان به رهبری رئیسعلی دلواری در کنار سیصد تفنگدار برازجانی به رهبری غضنفرالسلطنه برازجانی از یک سو و نیروهای بریتانیا و خان‌های متحد آنان از سوی دیگر به‌طور پیاپی و پراکنده تا شهریور ۱۲۹۴ خورشیدی ادامه یافت و انگلیسی‌ها نتوانستند بر رئیسعلی و یارانش برتری یابند. رئیسعلی در محلی به نام «تنگک صفر» هنگام شبیخون به قوای بریتانیا توسط فردی نفوذی به نام غلامحسین تنگکی، از پشت سر هدف گلوله قرار گرفت و در سن ۳۳ سالگی کشته شد. تاریخ شبیخون مذکور و کشته شدن رئیسعلی دلواری در همه منابع، شب ۲۳ شوال ۱۳۳۳ قمری برابر با ۳ سپتامبر ۱۹۱۵ میلادی نقل شده است، که می‌تواند با ۱۲ شهریور تقویم خورشیدی برجی رایج آن زمان برابر بوده باشد. (برابر با ۱۱ شهریور ۱۲۹۴ خورشیدی)

## آرامگاه و بزرگداشت
پیکر او ابتدا در نزدیکی حرم امامزاده‌ای در روستای کله‌بند به خاک سپرده شد. اما به موجب وصیت خود رئیس‌علی، پس از انتقال پیکر او را در جوار حرم علی بن ابی‌طالب در وادی‌السلام دفن کردند.
کنگره هشتادمین سال کشته شدن وی در سال ۱۳۷۳ در بوشهر برگزار شد. همه ساله بزرگداشت وی در استان بوشهر به‌خصوص محل تولد وی دلوار در سالروز کشته شدن او گرامی داشته می‌شود.

## روز ملی مبارزه با استعمار
در ایران با مصوبهٔ شورای عالی انقلاب فرهنگی در سال ۱۳۸۹، سالروز کشته شدن رئیسعلی دلواری برابر با روز ۱۲ شهریور، به نام «روز ملی مبارزه با استعمار انگلیس» نامگذاری شده است.

## فرزندان
رئیسعلی چهار بار ازدواج کرد که فقط از آخرین همسر خود (مدینه دختر صفر از اهالی دلوار) صاحب فرزندی به‌نام عبدالحسین (بهادر شهیدی) شد. نوه‌های رئیسعلی از بهادر، سه نفر به‌نام‌های غلامحسین، فرنگیس و گل‌اندام بودند. گل‌اندام شهیدی آخرین نوه زنده رئیسعلی بود که در خرداد ۱۳۹۴ درگذشت.

## همرزمان
از همرزمان مشهور وی که دوشادوش او جنگیدند و پس از کشته شدن وی نیز مبارزات خود را ادامه دادند:
- غضنفرالسلطنه برازجانی
- شیخ حسین خان چاه‌کوتاهی
- زایر خضرخان اهرمی
- خالوحسین بردخونی دشتی
- ویلهلم واسموس، معاون کنسول (کنسول دوم) دولت آلمان در بوشهر که از یاران رئیسعلی بود و همراه مبارزان جنوب ایران مبارزه کرد.

## نگارخانه

مجسمه رئیس‌علی دلواری در بوشهر
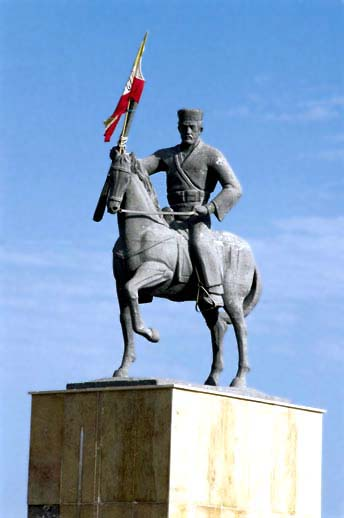
مجسمه رئیس‌علی دلواری در ورودی بندر دلوار